# Astylospora
Astylospora is een geslacht van schimmels behorend tot de familie Psathyrellaceae. De typesoort is Psathyra corrugis.

## Soorten
Volgens Index Fungorum telt het geslacht in totaal vijf soorten (peildatum oktober 2023):
| Soortnaam                | Auteur(s) | Publicatiejaar |
| ------------------------ | --------- | -------------- |
| Astylospora cinchonensis | Murrill   | 1918           |
| Astylospora diminutiva   | Murrill   | 1918           |
| Astylospora mammillata   | Murrill   | 1918           |
| Astylospora pallidispora | Murrill   | 1918           |
| Astylospora striatula    | Murrill   | 1922           |